# Marjorine
Marjorine is aflevering negen van South Park uit seizoen negen en is voor het eerst uitgezonden op 26 oktober 2005.

## Plot
De jongens uit South Park hebben een ondergronds lab waar ze de inwoners bespioneren. Op een dag ziet Eric Cartman dat de meiden een Cootie Catcher hebben die de toekomst voorspelt van de meiden. De jongens worden hier jaloers op en willen het apparaatje stelen.
De jongens van South Park weten dat de dames die week een slaappartijtje houden en doen daarom net alsof Butters zelfmoord pleegt door van een flat te springen, maar in werkelijkheid gooien ze een varken verkleed als Butters naar beneden. De ouders begraven Butters waardoor de jongens Butters kunnen verkleden als meisje. Hierdoor krijgt hij tijdelijk een andere naam, namelijk Marjorine.
Enkele dagen later komt Butters zogenaamd als nieuw meisje in de klas. Ze trekt in het begin niet veel de aandacht bij de meiden waardoor het plan bijna misloopt. Maar hiervoor weet Cartman een goed idee en belt zogenaamd als Marjorine's moeder en zegt dat ze werkt bij de overheid. Hierdoor wordt ze ook uitgenodigd.
Tijdens het feestje wordt Marjorine gepest en verstopt zich al snel op het toilet en begint te huilen. Hierdoor krijgen de meiden spijt van hun pesterijen en ze beginnen al snel te spelen met de Cootie Catcher. Op dat moment pakt Marjorine het apparaat en rent naar buiten. Dan trekt ze haar kleding uit en gedraagt zich weer als Butters. Vanaf dan wordt er vanuit het lab het apparaatje grondig onderzocht.

### Ouders van Butters
De ouders van Butters zijn na zijn zelfmoordpoging erg geëmotioneerd. Ze wilden graag dat Butters terugkwam maar zelf wisten ze al dat het niet mogelijk was.
De vader van Butters kreeg op een avond bezoek van een man die zei dat hij Butters niet moest begraven op het indianenkerkhof, want soms was dood zijn beter dan opnieuw levend worden. De vader van Butters deed dit diezelfde avond toch wel en vertelde dit aan zijn vrouw. Op dat moment kwam Butters weer thuis die opgesloten werd in de kerkers...